# Osminia heitzmani
Osminia heitzmani is een vlinder uit de familie wespvlinders (Sesiidae), onderfamilie Sesiinae.
Osminia heitzmani is voor het eerst wetenschappelijk beschreven door Eichlin in 1998. De soort komt voor in het Neotropisch gebied.